# Акігссіак
Акігссіак Манітсок або просто «Акігссіак» (гренл. Aqigssiaq Maniitsoq) — професіональний ґренландський футбольний клуб з міста Манітсок в центральній частині Західної Ґренландії.

## Історія
Футбольний клуб «Акігсіак» було засновано 25 травня 1971 року в містечку Манітсок в центральній частині Західної Гренландії. Своє перше та єдине національне чемпіонство клуб здобув у 1992 році. Останнім вогомим досягненням команди були срібні нагороди національного чемпіонату 1994 року.

## Досягнення
- Кока-кола ҐМ
  -  Чемпіон (1): 1992
  -  Срібний призер (3): 1990, 1991, 1994